# Flughafenfeuerwehr Frankfurt am Main

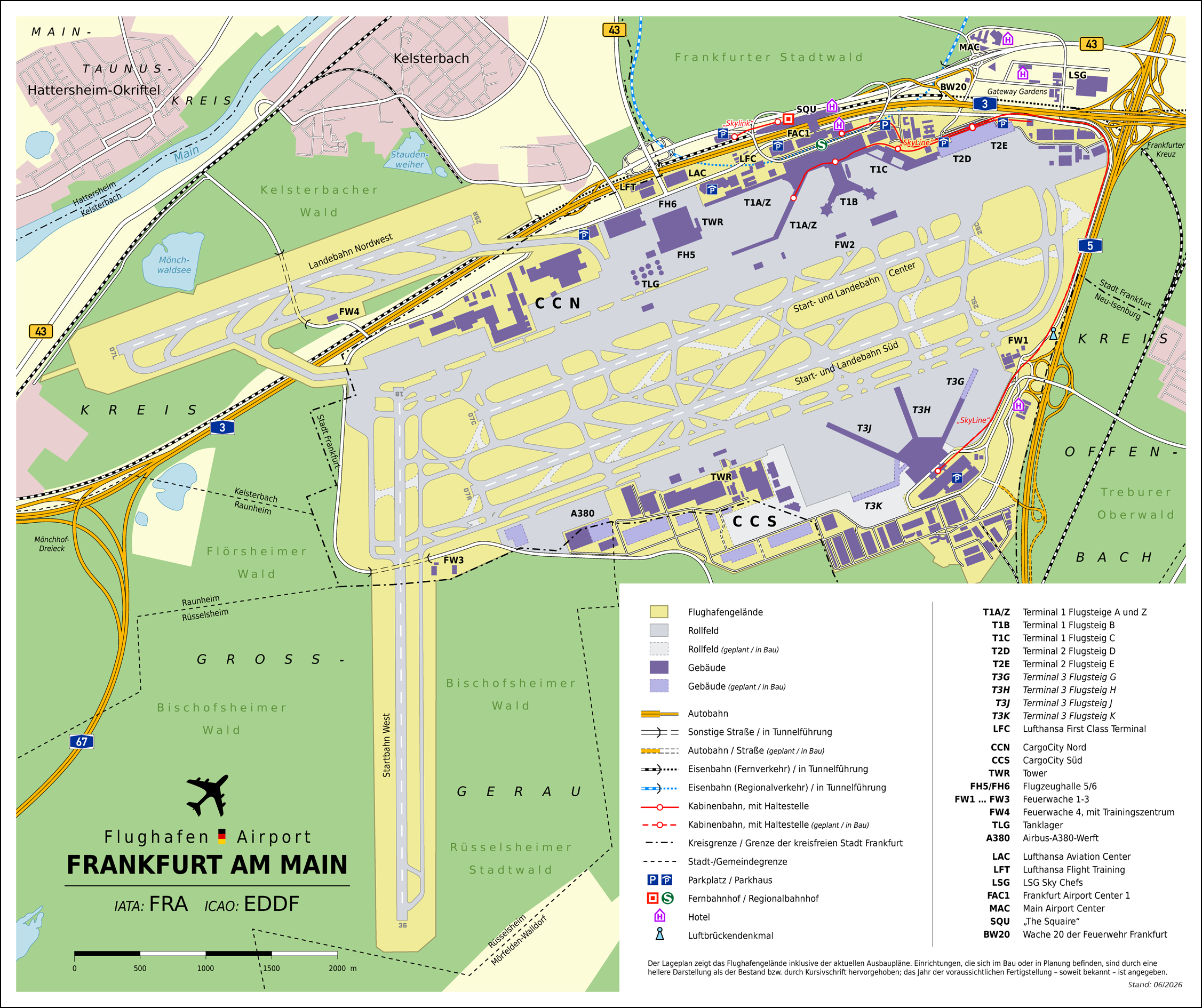
Lageplan mit geplanten und in Bau befindlichen Erweiterungen

Die Flughafenfeuerwehr Frankfurt am Main ist die Werkfeuerwehr des Flughafens Frankfurt. Als nicht öffentliche Feuerwehr Hessens beschäftigt sie über 300 hauptamtlich angestellte Kräfte, die für den Brandschutz auf dem drittgrößten Flughafen Europas sorgen. Die Flughafenfeuerwehr gehört seit Januar 2010 zum Geschäftsbereich FTU (Flugbetriebs- und Terminalmanagement, Unternehmenssicherheit) des Flughafenbetreibers Fraport AG.

## Feuerwachensystem

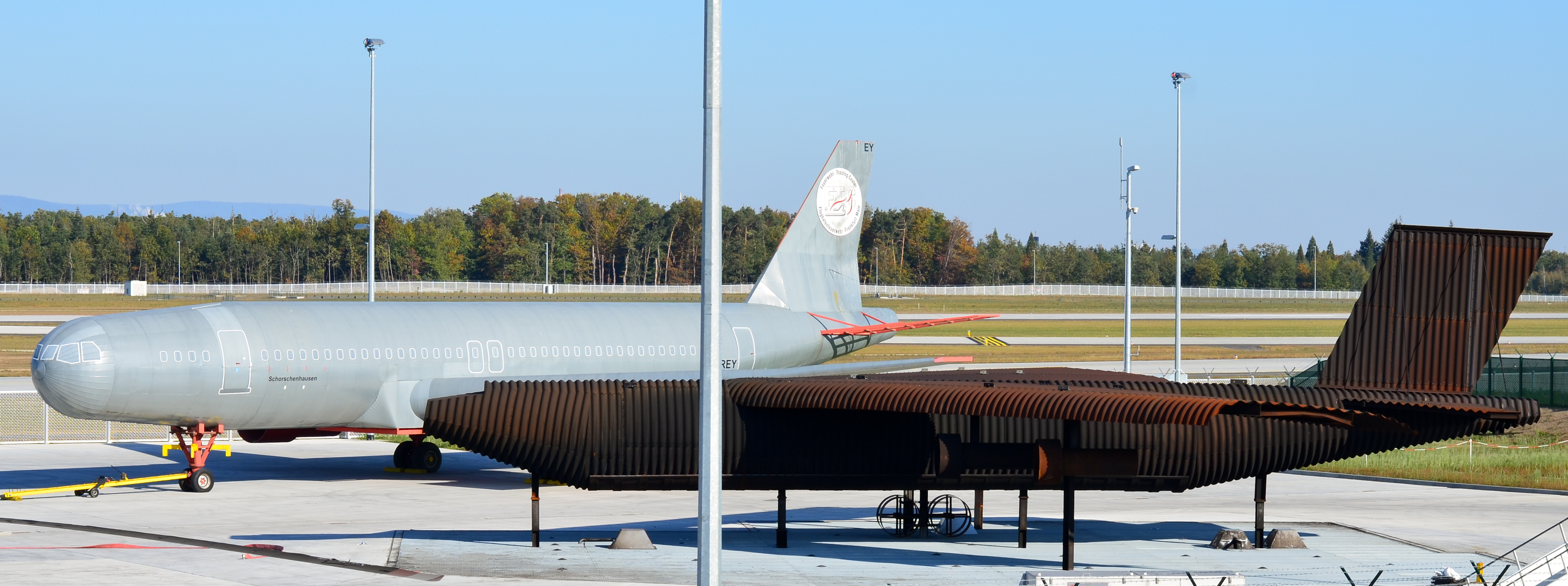
Flugzeugattrappen für Feuerlöschübungen nahe Feuerwache 3 (bis 2021: Feuerwache 4) am Flughafen Frankfurt

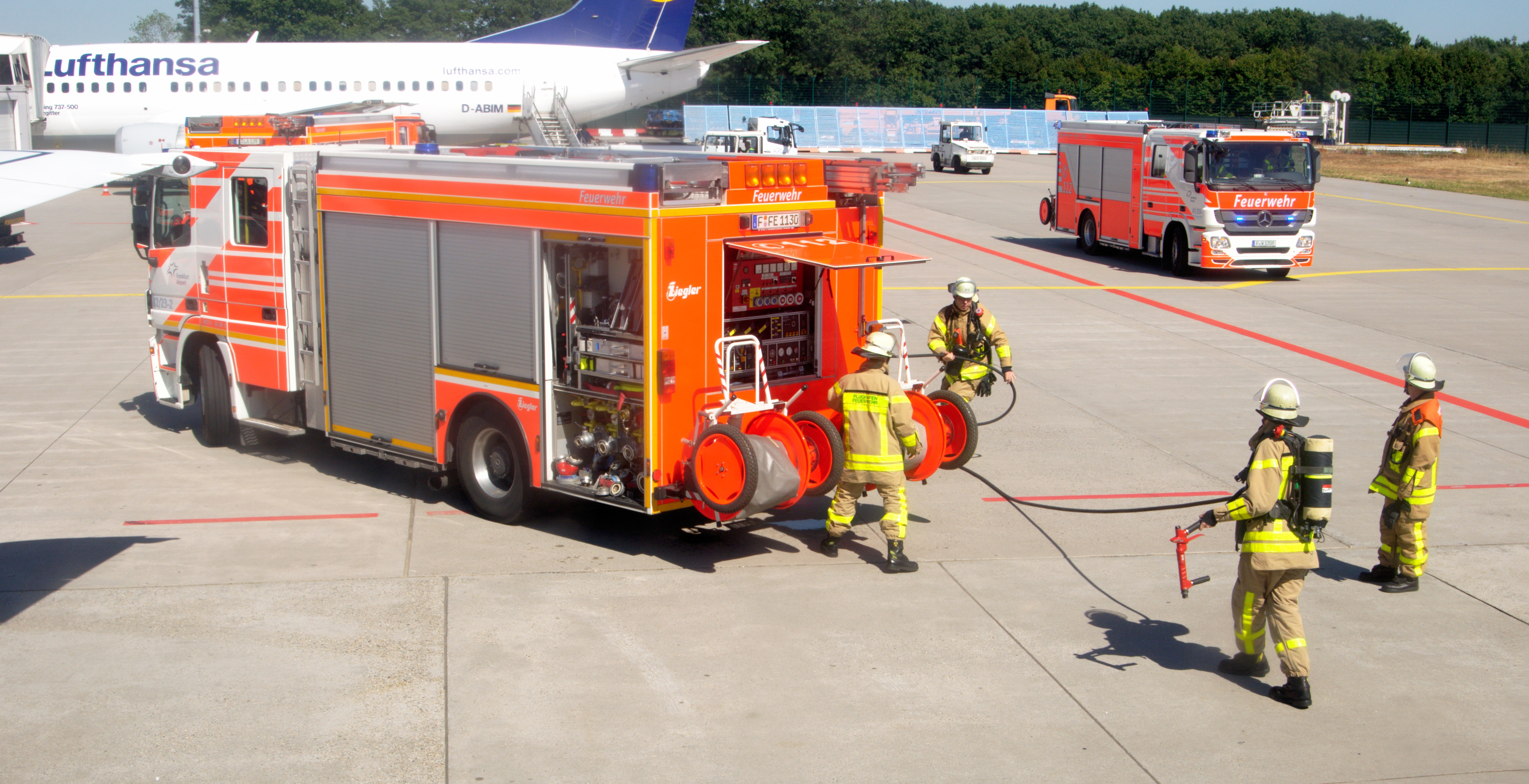
Die Flughafenfeuerwehr im Einsatz

Die Flughafenfeuerwehr Frankfurt am Main verteilt sich auf insgesamt drei Feuerwachen, welche über das Areal verteilt sind.
- Die Feuerwache 1 (50° 1′ 27,4″ N, 8° 32′ 10,6″ O) befindet sich im Südwesten des Flughafens. Sie ist die Hauptwache der Flughafenfeuerwehr und wurde 2021 bezogen[1]. Sie ist aus den ehemaligen Feuerwachen 1 (im Nordosten des Flughafens) und 3 (im Südwesten des Flughafens) hervorgegangen und ist primär für den Bereich rund um die Cargo City-Süd und das im Bau befindliche Terminal 3 sowie die Startbahn West und Teile des Parallelbahnensystems zuständig. Außerdem finden sich hier diverse Sonderkomponenten, wie der Gefahrgutzug und Führungsdienste. Auch das Fire Training Center (FTC) befindet sich direkt an der Feuerwache 1.

- Die Feuerwache 2 (50° 2′ 41,2″ N, 8° 34′ 23,1″ O) liegt im Vorfeldbereich an der Center-Bahn (07C/25C). Sie ist für den Flugzeugbrandschutz auf dem gesamten Vorfeld sowie dem Parallelbahnensystem der Start- und Landebahnen zuständig. Zusätzlich ist hier ein weiteres HTLF (Hilfeleistungs-Tanklöschfahrzeug) für den Gebäudebrandschutz stationiert, um die Eingreifzeit für die im Norden und Nordwesten liegenden Gebäude zu minimieren.

- Die Feuerwache 3 (50° 2′ 21,3″ N, 8° 31′ 8,1″ O) (bis 2021: Feuerwache 4) sichert die 2011 neu eröffnete Landebahn Nordwest (07L/25R) ab und beherbergt den dritten ICAO-Löschzug.

Laut ICAO-Vorschriften müssen die Einsatzkräfte der Feuerwachen 1 und 2 im Alarmfall innerhalb von 180 Sekunden nach Alarmierung in ihrem Verfügungsraum an der Einsatzstelle eintreffen, diejenigen der Feuerwache 3 aufgrund neuerer Vorschriften innerhalb von 120 Sekunden. Werden diese Werte nicht eingehalten, erlischt die Betriebserlaubnis des Flughafens für den Flugbetrieb.

## Feuerwehr-Training-Center
Das Feuerwehr-Training-Center (FTC) befand sich im Süden des Flughafengeländes in der Nähe der Feuerwache 1. Anfang 2021 ist das FTC zusammen mit der Feuerwache 1 umgezogen und befindet sich nun im Süd-Westen des Geländes. Es wurde geschaffen, um die hauptamtlich angestellten Feuerwehrleute der Flughafenfeuerwehr ständig aus- und fortzubilden. Längst werden aber auch andere Abteilungen des Flughafens hier geschult. Seit dem Jahr 1996 können auch Angehörige anderer Feuerwehren hier diverse Standard- und Speziallehrgänge besuchen. Im Bereich der Feuerwache 3 stehen weitere Trainingseinrichtungen speziell für den Einsatz an Flugzeugen zur Verfügung.

## Einheiten

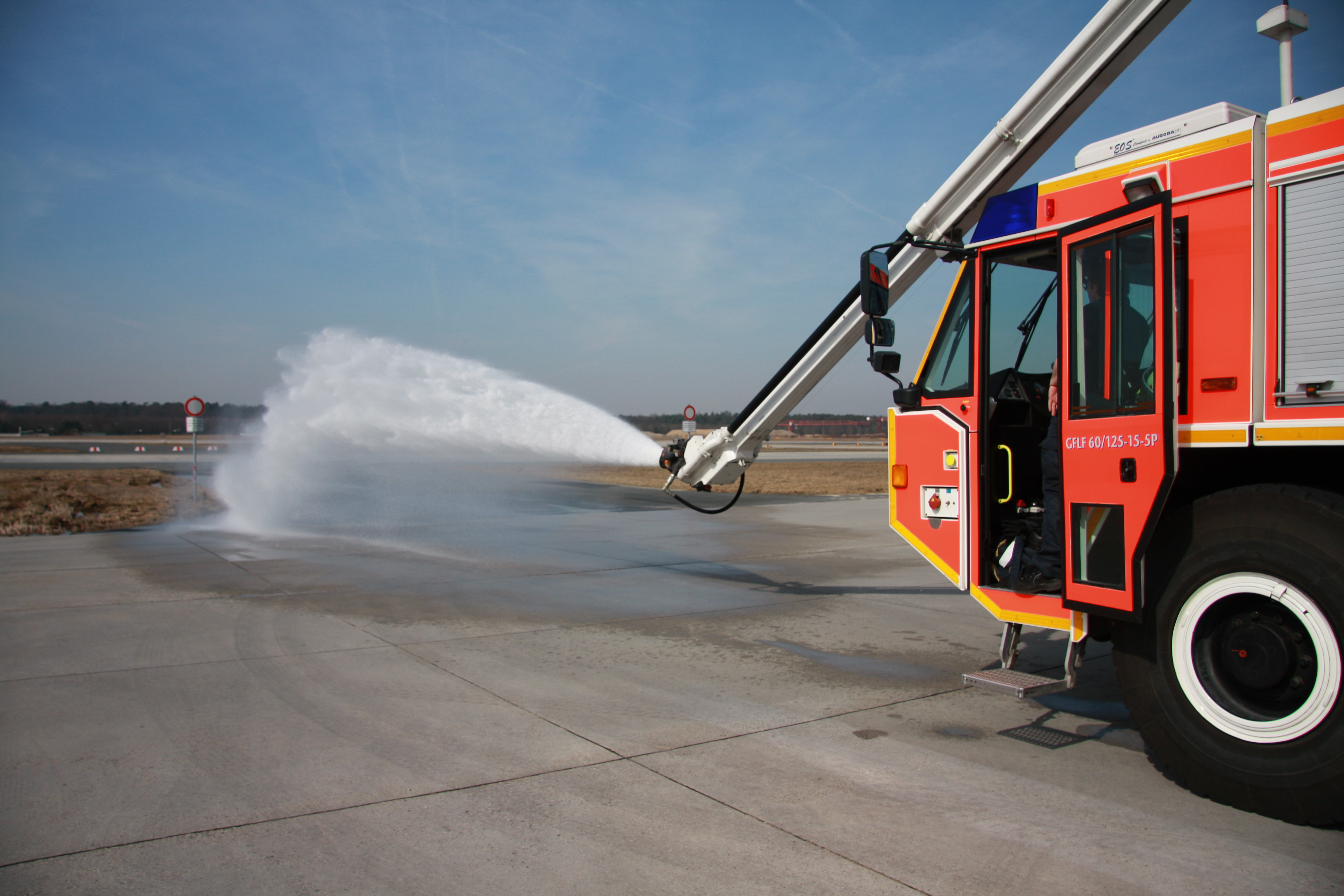
Der Simba 8×8 HRET in Aktion

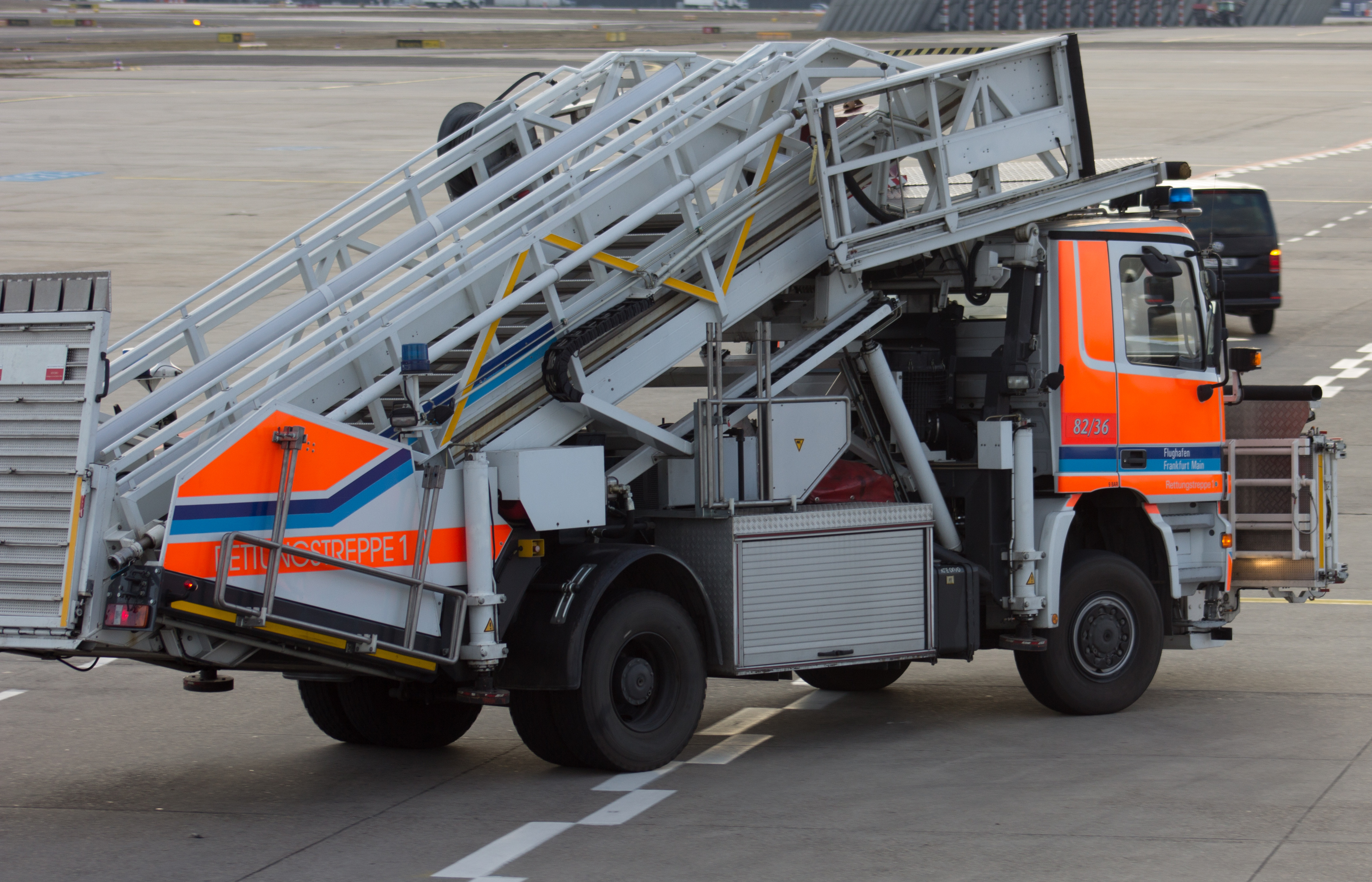
Rettungstreppenfahrzeug

Die Flughafenfeuerwehr verfügt über vier Löschzüge, einen Gefahrstoffzug und einen Rüstzug.
Der Löschzug 1 ist ein herkömmlicher Gebäudelöschzug. Er ist in der Feuerwache 1 untergebracht und besteht aus
- einem Einsatzleitwagen,
- zwei Hilfeleistungstanklöschfahrzeugen (3.200 l/min Förderleistung, 3.000 l Wassertank, 300 l Schaummitteltank) und
- einer Drehleiter (Länge 30 m, mit Rettungskorb).

Zusätzlich steht ein Wechselladerfahrzeug mit einem Abrollbehälter AB-CO2 für die Einspeisung in halbstationäre Löschanlagen zur Verfügung.
Die Löschzüge 2, 3 und 4 sind die drei ICAO-Löschzüge der Flughafenfeuerwehr und in den Feuerwachen 1, 2 und 3 stationiert. Diese sind identisch ausgerüstet und bestehen jeweils aus
- einem Hilfeleistungstanklöschfahrzeug (3.200 l/min Förderleistung, 3.000 l Wassertank, 300 l Schaummitteltank),
- zwei Großflugfeldlöschfahrzeugen vom Typ SIMBA 8×8 HRET oder Ziegler Z8 XXL (6.000/10.000 l/min Förderleistung, 12.500 l Wassertank, 1.500/800 l Schaummitteltank und 500 kg Löschpulver),
- einem Großflugfeldlöschfahrzeug vom Typ SIMBA 6×6 (6.000 l/min Förderleistung, 8.500 l Wassertank, 1.000 l Schaummitteltank) sowie
- einem Rettungstreppenfahrzeug.

Auf der Feuerwache 2 befinden sich zusätzlich ein Einsatzleitwagen und ein Hilfeleistungstanklöschfahrzeug für den Gebäudebrandschutz.
Der Gefahrstoffzug und der Rüstzug sind beide in der Feuerwache 1 stationiert. Der Gefahrstoffzug besteht aus
- einem Wechselladerfahrzeug mit Abrollbehälter Atemschutz/Strahlenschutz,
- einem Kleinalarmfahrzeug,
- einem Einsatzleitwagen und
- einem Hilfeleistungstanklöschfahrzeug.

Der Rüstzug verfügt über
- ein Wechselladerfahrzeug mit Abrollbehälter Rüst,
- ein Kleinalarmfahrzeug,
- einen Einsatzleitwagen und
- ein Hilfeleistungstanklöschfahrzeug.

Darüber hinaus stehen der Flughafenfeuerwehr Frankfurt am Main weitere Sonderfahrzeuge und Abrollbehälter wie beispielsweise die AB-Tierrettung, -Bauunfall, -Schaum 1 und -Schaum 2, -Wasserschaden sowie -Dekon P zur Verfügung.
Die Flughafenfeuerwehr ist auch über den Flughafen hinaus tätig und rückt auf Anforderung z. B. in das Frankfurter Stadtgebiet mit aus.

## Fernsehdokumentationen
- Andreas Graf: Im Einsatz mit der Flughafenfeuerwehr Frankfurt auf YouTube, Dokumentation, D, 2010. 45 Min.
- Andreas Graf: Mittendrin – Flughafen Frankfurt Folge 7, 8, 32, 36, 43 und 63 sowie Mittendrin – Flughafen Frankfurt: Mittendrin All Star Folge 4